# The Butcher and the Butterfly
Albums de Queen Adreena
Drink Me Live At The ICA
(2005)
The Butcher and The Butterfly est le troisième album de Queen Adreena sorti le 23 mai 2005 sur le label One Little Indian.

## Liste des morceaux
1. "Suck" – 3:19
2. "Medicine Jar" – 3:48
3. "Ascending Stars" – 4:21
4. "Join the Dots" – 4:22
5. "Pull Me Under" – 4:23
6. "Racing Towards the Sun" – 2:43
7. "Wolverines" – 4:26
8. "Birdnest Hair" – 3:55
9. "Princess Carwash" – 3:58
10. "In Red" – 3:21
11. "FM Doll" – 3:19
12. "Black Spring Rising" – 3:38
13. "Childproof" – 3:37
14. "Princess Carwash" (Slight Reply) – 3:09
15. "Cold Light of Day" – 3:04
16. "Butcher and the Butterfly" – 3:51

## Composition du groupe
- Katie Jane Garside - chant
- Crispin Gray - guitare
- Melanie Garside - guitare basse
- Pete Howard - batterie